# Dirk Tirez
Dirk Tirez (Gent, 4 juni 1964) is een Belgisch bedrijfsleider. Van 2021 tot 2022 was hij CEO van postbedrijf bpost.

## Levensloop
Dirk Tirez studeerde aan de Katholieke Universiteit Leuven, het Europacollege in Brugge en de Universiteit van Michigan in de Verenigde Staten. Hij volgde diverse executive education programma's bij de London Business School, INSEAD en de Harvard Business School.
Hij begon zijn carrière bij advocatenbureau Cleary Gottlieb Steen Hamilton in New York. Nadien werkte hij als advocaat in New York en Brussel, was hij juridisch adviseur van minister van Financiën Philippe Maystadt (PSC) en was hij juridisch directeur van de beurs EASDAQ.
In 2003 ging Tirez aan de slag als hoofd van de juridische dienst van De Post (later bpost). Hij bereidde onder meer de intrede van de private aandeelhouders CVC Capital Partners en Post Danmark voor. In maart 2021 volgde hij Jean-Paul Van Avermaet als CEO ad interim op. In juli datzelfde jaar werd hij volwaardig CEO van het bedrijf. In oktober 2022 zette Tirez tijdelijk een stap opzij wegens een intern onderzoek naar mogelijke wanpraktijken met betrekking tot de vergunning voor de distributie van kranten. In december dat jaar stapte hij op als CEO van bpost wegens vermeende illegale afspraken bij de aanbesteding van distributiesteun voor kranten en tijdschriften, een subsidiemechanisme van 170 miljoen euro.